# De poeta y de loco
De poeta y de loco es una serie de televisión argentina de 1996 transmitida por Canal 13. Dirigida por Fernando Bassi y Héctor Olivera, y protagonizada por Oscar Martínez, Mercedes Morán, Julio Chávez, Belén Blanco, Manuel Callau, Inés Estévez y Soledad Villamil.

## Sinopsis
Cuenta la historia de amor en un marco de "literatura". Profesor y alumna se conocen y comienzan una historia rodeada de los más bellos poemas de amor.

## Elenco
- Oscar Martínez como Santiago Monti
- Mercedes Morán como Nora
- Julio Chávez como Antonio
- Belén Blanco como Emilia
- Soledad Villamil como Camila Novoa
- Manuel Callau como Miguel
- Inés Estévez como Alicia
- Leonardo Sbaraglia como Marcos
- Erica Rivas como Fortunata
- Cristina Banegas como Paula
- Mariano Bertolini como Lautaro Monti
- Cira Caggiano como Leticia
- Leticia Brédice como Eva
- Nancy Dupláa como Mónica
- Julieta Díaz como Carolina
- Villanueva Cosse como Salvador Monti
- Alejo García Pintos
- Pablo Novak
- Federico Olivera como Mariano
- Elena Cánepa
- Ana Franchini como Teresa
- Vera Fogwill como Janet
- Natalia Digiacomo como Daniela
- María José Demare